# Mousehunt (videojuego)
Mousehunt o MouseHunt es una popular aplicación de la red social Facebook en la que los jugadores, conocidos como Cazadores, capturan una gran diversidad de ratones utilizando una gran variedad de trampas para conseguir puntos de experiencias y oro a través del juego pasivo. Cada tanto los desarrolladores agregan más ubicaciones de caza y ratones, así como torneos y premios. MouseHunt fue desarrollado por Hitgrab, inc. Bajo la dirección de Bryan Freeman y Joel Augé y puesto a prueba por un selecto grupo de participantes en su modalidad beta a principios de 2008. Fue lanzado al público general el 7 de marzo de 2008. En tan solo 9 meses, les fue otorgado un premio de subvención a los desarrolladores por parte de Facebook de $250,000 dólares.

## Historia
El juego de MouseHunt se encuentra ubicado en el reino fantástico de Gnawnia. El jugador es un cazador, contratado por el Rey de Gnawnia para cazar ratones que infestan el reino mediante el uso de trampas increíbles, bases para las trampas y diversos tipos de queso.

## Jugabilidad
MouseHunt es un juego pasivo, el jugador, quien actuá como un cazador, adquiere una trampa y una base la cual va mejorando poco a poco. Cada 15 minutos el cazador puede tocar 'El Cuerno del Cazador '(Hunter's Horn), cada vez que se toca el cuerno se tiene la posibilidad de capturar un ratón. Se obtiene una recompensa, lo que es cierta cantidad de puntos y oro, dependiendo del ratón, y de vez en cuando objetos que cargan estos murinos.

### Rangos
Cada vez que el cazador avance más en el juego, obteniendo experiencia, aumentara de rango. Los rangos son:
1. Novato (Novice)
2. Recluta (Recruit)
3. Aprendiz (Apprentice)
4. Iniciado (Initiate)
5. Oficial (Journeyman)
6. Maestro (Master)
7. Gran Maestro (Grandmaster)
8. Legendario (Legendary)
9. Héroe (Hero)
10. Caballero (Knight)
11. Señor/a (Lord/Lady)
12. Barón/esa (Baron/Baroness)
13. Conde/sa (Count/Countess)
14. Duque/sa (Duke/Duchess

### Ubicaciones
Al principio el jugador solo tendrá un lugar de caza, a medida que avance y crezca más lugares serán desbloqueados, así mismo, el jugador debe reunir las partes del mapa, en total hay 31 ubicación de caza distribuidas en 8 regiones.

### Trampas
Una configuración de trampa está constituida por: una trampa, una base y una variedad de queso, van desde lo más sencillo (una tabla, pegamento y un pedazo de queso) hasta lo más excéntrico. La mayoría de las trampas exigen al cazador un determinado rango para poder comprarlas, estos requisitos vienen dados casi siempre por la cantidad de puntos, por ejemplo, un jugador de 2 millones de puntos no podría comprar una trampa que exija como mínimo 3 millones de puntos. Las trampas se pueden comprar, en las tiendas llamadas Trapsmiths, pueden ser vendidas también al coste del 18% del original, o bien pueden ser fabricadas por uno mismo reuniendo varios materiales. Las trampas tiene varios tipos de poderes, que influyen en la capacidad de atrapar ciertos ratones.

### Quesos
El Juego ofrece una gran variedad de quesos, que puede ser comprado o fabricado, los quesos también pueden ser creados introduciendo otros quesos en algunas pociones especiales que lo transforman. Hay 5 clases de quesos que pueden ser comprados en las tiendas, estos son los quesos estándar, Cheddar, Marble, Suizo, Brie y Gouda. Hay 28 tipos de queso especiales que pueden ser fabricados, obtenidos con pociones o como botín de los ratones cazados. También hay 2 tipos de quesos utilizados en eventos especiales. el queso SUPER|brie+ se obtiene donando dinero, algunos ratones especiales como la Black Widow o en eventos donde algunos ratones específicos por dicho evento lo darán como botin.

### Fabricación
La Fabricación es un elemento importante del juego, especialmente cuando el cazador se torna más experimentado. Una gran variedad de cosas pueden ser manufacturadas, trampas, bases y quesos. Esta opción del juego solo está disponible para aquellos cazadores que tienen el rango de Aprendiz (el tercer rango) en adelante. Entre más rangos más objetos pueden mezclarse al mismo tiempo. Se empieza con 2 espacios de mezcla hasta llegar, a un máximo, de 10. Dentro de esta sección, también está disponible el Martillo del Cazador (Hunter's Hammer), es una herramienta utilizada para "aplastar" objetos, como quesos o trampas, obteniendo sus componentes básicos. Generalmente se usa para obtener objetos para la creación de otras trampas o quesos.

### Botín
Algunos ratones al ser capturados, dejan un botín, esto puede incluir piezas del mapa, pociones, objetos para fabricación, quesos, etc. En algunos casos es necesario capturar un botín para progresar en el juego.

### Pociones
Las pociones se usan para convertir un tipo de queso en otro. Por ejemplo, imbuir el queso Brie con una Poción Cuajada de Queso Azul Radioactivo podría convertir el queso Brie en Queso Azul Radioactivo. Los desarrolladores han mencionado que en el futuro, pociones se puede utilizar para actualizar los componentes de las trampas.

### Atrapar a los Ratones
Los ratones están divididos en diferentes grupos (Hay 17, de la actualización v3.0 MouseHunt: Ratones Indígenas, Los Gladiadores de Gauntlet, El Gremio del Bosque, El Clan de las Sombras, Los Sucios Habitantes de Digby, Los Seguidores de Furoma, Los Ratones Olvidados, La Orden Acuática, la Tribu Elub, La Tribu NERG, La Tribu Derr, La Horda Temida, La Estirpe Draconiana, Balack los Desterrados, los Soldados de Temporada, Piezas del Mago, y ratones de eventos). Todos los ratones en un mismo grupo comparten debilidades en común, a excepción de Los Gladiadores de Gauntlet. Hay ocho tipos de poder en el juego: Físico, Sombra, Táctico, Olvidado, Arcano, Hydro, Dracónico y Parental, el uso de trampas de un tipo determinado de poder puede aumentar la posibilidad de captura de un ratón específico.

### Razas
Desde su nacimiento en marzo de 2008 hasta ahora, en MouseHunt había 165 razas de ratones, que aumentó a 257 razas, excluyendo las razas raras. Hay 43 ratones raros (de Evento), algunos de los cuales son liberados en determinado periodo de tiempo, que tiende a ser muy corto, en eventos ocasionales. Estos ratones pueden dejar de botín queso o dinero en efectivo (Amy White, una cazadora,  ganó  $ 1,000 CAD por ser la primera en capturar un ratón conocido como el Maestro Ladrón (Master Burglar)) . Este ratón ya no es una raza rara). El ratón Leprechaun, deja premios por valor de 25-500$ (Actualmente cuenta con menos de 1000 capturas y está disponible en este momento en el juego). Algunos ratones pueden encontrarse donde normalmente lo harían, el blanco, gris o café, pueden ser capturados en casi cualquier lugar. Los Seguidores de Furoma, practican artes marciales.
Ronza es una mercader que viaja de país en país, vendiendo varios objetos como queso, trampas de edición limitada o materiales para manufactura. En algunas ocasiones los cazadores pueden visitar Ronza's Traveler Shop, donde se pueden comprar muchos artículos únicos. Ronza es un personaje ficticio del juego, del cual no se posee mucha información. Sus visitas suelen estar acompañadas con eventos especiales y lanzamientos. Durante sus visitas, los objetos a la venta y la ubicación del mismo, suelen ser muy variadas. Ronza ya ha aparecido muchas veces con cientos de artículos para la venta, ya los cazadores con solo mencionar su nombre se emocionan y comienza el ambiente festivo en los foros del juego.

### Talismanes
Por fin, Moustachio El Talismero va a compartir su secreto de cómo elaborar encantos por eso nos muestra el Primer Paquete de Talismane s El proceso consta de dos elementos nuevos, únicos en la elaboración: Charmbits y Orbes.
Los Charmbits son una extraña combinación de la ciencia y la magia. Ellos son increíblemente unas pequeñas partículas que contienen el efecto mágico del encanto que cada uno tiene. La cantidad de Charmbits necesarias para construir un Talismán varían dependiendo de qué Talismán en particular usted esté haciendo. Moustachio vende en su tienda de Talismanes, que está en la Montaña los Charmbits por 25 piezas de ORO cada uno.
Los Orbs están hechas de vidrio especial y actúan como un contenedor para los Charmbits. Hay cuatro tipos diferentes de Orb, que son: defectuosos, simples, perfectos y divinos. Talismanes más poderosos requieren una mayor cantidad de Orbs. Los ratones han robado la receta de los Orbes, así que si usted está buscando tendrá que cazar razas específicas. Algunos orbes son algo escasos y pueden ser difíciles de encontrar, sin embargo, son negociables en el Mercado.

## Actualizaciones de MouseHunt

### MouseHunt 1.0
Fue la versión inicial del juego, durante esta etapa algunas de las opciones del juego, como la fabricación, no estaban disponibles aún. Poco después de su lanzamiento ya se trabajaba en la versión MouseHunt 2.0.

### MouseHunt 2.0
Fue la segunda versión del juego. Contaba con cambios en la interfaz del juego, junto con algunas de las principales opciones del juego, como la fabricación. Fue lanzado el 6 de octubre de 2008. Esta versión consta con una barra de herramientas. En la página de Campamento, se tiene el banner, muchos botones, y las trampas, diario, y un breve resumen de "Larry", que es un caballero ficticio que inicia a los jugadores y da consejos de caza basados en localizaciones.

### MouseHunt 3.0
MouseHunt 3.0 es la versión actual de MouseHunt, apodado Longtail (Cola Larga). Fue lanzado oficialmente el 9 de junio de 2009. Un ratón de cola larga también fue liberado a modo de celebración. En su versión final, el juego fue dado de baja el 8 de junio de 2009 y estuvo otra vez disponible, ya actualizado, el 9 de junio. Hubo muchos cambios importantes en la interfaz del juego.

## Desarrolladores
MouseHunt fue desarrollado por HitGrab Inc., una empresa con sede en Oakville, Ontario, Canadá.

## Donaciones
Los jugadores pueden donar a los desarrolladores de Mousehunt mediante la compra de créditos en el juego, que les otorga un cierto tipo de queso, llamado Super|Brie+. Este queso es superior a todos los demás tipos de queso en la mayoría (pero no todas) las situaciones, dando al jugador una ventaja adicional en la captura de ratones. Los créditos pueden ser comprados con Paypal , Offerwall , Offerpal , créditos Cherry , Social Gold , SuperRewards y créditos Facebook .